# Wybory parlamentarne w Niemczech w 1965 roku
Wybory do niższej izby parlamentu Republiki Federalnej Niemiec (Bundestagu), odbyły się 19 września 1965 roku. Utrzymała się koalicja CDU/CSU-FDP z kanclerzem Ludwigem Erhardem na czele. W 1966 roku FDP opuściło koalicję w wyniku sporu nad budżetem i Erhard podał się do dymisji. Kurt Georg Kiesinger z CDU utworzył Wielką koalicję pomiędzy CDU/CSU a SPD, która rządziła do końca kadencji.

## Wyniki wyborów
| Partia                                  | Głosy      | %      | Zmiana | Miejsca | Zmiana | % miejsc |
| --------------------------------------- | ---------- | ------ | ------ | ------- | ------ | -------- |
| Christlich-Demokratische Union          | 12,387,562 | 37.27% | +2.2%  | 196     | +4     | 39.5%    |
| Christlich-Soziale Union                | 3,136,506  | 9.44%  | +0.1%  | 49      | -1     | 9.9%     |
| Sozialdemokratische Partei Deutschlands | 12,813,186 | 38.55% | +2.33% | 202     | +12    | 40.7%    |
| Freie Demokratische Partei              | 3,096,739  | 9.32%  | -3.45% | 49      | -18    | 9.9%     |
| Inne partie                             | 1,801,699  | 5.42%  |        | 0       |        | 0.0%     |
| Razem                                   | 33,235,692 | 100.0% |        | 496     | -3     | 100.0%   |